# Méliphage à gorge jaune
Nesoptilotis flavicollis
Espèce
Statut de conservation UICN

 LC  : Préoccupation mineure
Le Méliphage à gorge jaune (Nesoptilotis flavicollis, anciennement Lichenostomus flavicollis) est une espèce d'oiseaux de la famille des Meliphagidae. Il est similaire par son comportement et son apparence au Méliphage leucotique et est endémique à l'île de Tasmanie en Australie. Il était autrefois considéré comme un ravageur des vergers.

## Taxonomie
L'espèce a été initialement décrite par l'ornithologue français Louis Jean Pierre Vieillot en 1817  qui l'avait initialement placé dans le genre Melithreptus. Son épithète spécifique est dérivé du latin flavus qui signifie « jaune » et collis, « cou ».
À la suite des travaux phylogénétiques de Nyári et Joseph (2011), cette espèce est déplacée dans le genre Nesoptilotis par le Congrès ornithologique international dans sa classification de référence version 3.4 (2013).

## Description
C'est un méliphage de taille moyenne à longue queue. Le poids moyen est de 31 g et la longueur moyenne de 21 cm. Le plumage est d'un vert olive brillant au-dessus, avec une couronne, une face et un ventre gris-argenté qui contraste avec la couleur jaune distinctive du menton et de la gorge. Il a une petite tache jaune au niveau des oreilles et les plumes des ailes sont soulignées de jaune. Le bec est noir et les yeux rouge rubis. Les femelles sont plus petites que les mâles. Les juvéniles sont très similaires aux adultes mais leur plumage est plus terne.

## Distribution et habitat
C'est une espèce commune largement répandue sur la Tasmanie, King Island et l'archipel Furneaux. L'espèce commune n'est pas considérée comme menacée.
Son habitat naturel est les forêts tempérées, les broussailles et les landes. Il préfère les forêts denses humides ou sèches avec comme autres habitats les bois d'eucalyptus, les landes côtières, les terres arbustives. On peut également les trouver sur les terrains de golf, les vergers, les parcs et les jardins.

## Comportement
Il est très agressif envers les autres méliphages, pardalotes, siffleurs dorés et pitohuis gris et les chasse hors de son territoire.

## Alimentation
Il se nourrit essentiellement d'arthropodes, accessoirement de nectar et, parfois, de fruits ou de graines. Il cherche sa nourriture de la canopée jusqu'au sol, habituellement seul ou en couple. Il obtient sa nourriture en cherchant sur les troncs, les branches et le sol, en écartant l'écorce du tronc et occasionnellement en les attrapant en vol. Plus rarement, il explore les fleurs à la recherche d'insectes et parfois de nectar.

## Reproduction
La reproduction a lieu d'août à janvier. Au cours de la saison de reproduction, les femelles se déplacent dans le territoire des mâles. Le nid est souvent à moins de 1 m du sol dans un buisson ou un tussock mais on peut le trouver, à l'occasion, jusqu'à 10 m dans le feuillage. Il est construit par la femelle avec de l'herbe, des lambeaux d'écorce, des feuilles et des toiles d'araignées et tapissée de feuilles de fougères, de laine et de poils. Cette espèce est connue pour collecter pour son nid des poils provenant d'animaux vivants tels que les chevaux, les chiens et les humains. La femelle couve les œufs et nourrit les jeunes. Une couvée standard a deux ou trois œufs roses et la période d'incubation est d'environ 16 jours. La femelle couve seule les œufs et alimente également les oisillons. Les jeunes passent également environ 16 jours dans le nid. Le mâle chasse les oisillons et la femelle quand ils sont en âge de se disperser (généralement autour de trois semaines). Cette espèce est parasitée par le Coucou à éventail et le Coucou pâle.

## Chant
Il a une variété d'appels. Il a notamment un appel de reproduction utilisé pour attirer les femelles et prévenir les autres qu'il est propriétaire du territoire. Cet appel varie géographiquement mais il est essentiellement constitué d'un chur-uk, chur-uk vrombissant ou d'un bruyant de-wit utilisé au cours de la saison de reproduction. Un autre appel est un répété tonk, tonk, tonk ou tchook, tchook.